# Toeroechan
De Toeroechan (Russisch: Турухан) is een 639 kilometer lange rivier in het district Toeroechanski in het noordwestelijke deel van de Russische kraj Krasnojarsk. Het is een linker zijrivier van de Jenisej. De rivier is bevaarbaar tot aan Janov Stan op 288 kilometer van haar monding.

## Loop
De rivier ontspringt op een hoogte van ongeveer 135 meter in een klein meertje in de toendra van de rivier de Taz en meandert over haar hele lengte langzaam over het West-Siberisch Laagland in een moerassig gebied ten westen van de Jenisej. De rivier stroomt daarbij met een bocht: eerst door het gelijknamige Toeroechanskojemeer naar het westen en dan met een scherpe bocht naar het zuiden. Vervolgens buigt de rivier langzaam af naar het oosten en vervolgens naar het noordoosten. De belangrijkste zijrivieren zijn de Oesomtsjik, de Grote Bloednaja, de Boven-Baicha en de Beneden-Baicha aan rechterzijde en de Makovskaja aan linkerzijde.
In de bovenloop stroomt de rivier door een gebied met relatief hoge oevers, die bestaan uit losse klei en siltig zand met ijzerhoudende grondstromingen. Deze geven het water een rode kleur en maken het smaakloos. De oevers langs de benedenloop zijn moerassig en worden overstroomd tijdens de voorjaarsvloeden, tijdens welke de stroming wordt omgekeerd, ijsgang optreedt en flinke ijsruggen (torosy) worden gevormd. De rivier stroomt uit in de Jenisej, 10 kilometer stroomafwaarts van de instroom van de Beneden-Toengoeska in deze rivier.
De Toeroechan vormt aan de monding een rivierdelta met twee rivierarmen, die beiden de naam Bolsjoj Sjar ('grote rivierarm') dragen en het gelijknamige eiland Bolsjoj Sjar omstromen. Het ontstaan van dit eiland hangt samen met de omkering van de rivierstroom tijdens de voorjaarsvloeden. De zuidelijke rivierarm is feitelijk een voortzetting van de Beneden-Toengoeska en wordt gekarakteriseerd door krachtige voorjaarsvloeden. De noordelijke rivierarm is de eigenlijke hoofdstroom van de Toeroechan.

## Hydrologie
Het stroomgebied van de rivier omvat 35.800 km². De rivier wordt vooral gevoed door smeltwater en regen, alsook door grondwater. De rivier bereikt aan de monding een breedte van 400 meter en een diepte van 3 meter. De stroomsnelheid bedraagt hier 0,3 m/sec. Het debiet aan de monding bedraagt 371 m³/sec. In de buurt van Janov Stan aan de middelloop (277 kilometer van de monding) bedraagt het debiet 108 m³/sec (minimaal 4,9 m³/sec in maart en maximaal 727 m³/sec in juni). In de zomer daalt het waterpeil, waardoor de rivier slechter bevaarbaar wordt. De Toeroechan bevriest in oktober en ontdooit in de periode eind mei, begin juni.
| Gemiddelde maandelijkse waterafvoer (m³/sec) van de rivier Toeroechan vanaf 1941 tot 1999 (metingen van het peilstation nabij Janov Stan, op 277 km van de monding) |

## Geschiedenis
De rivier was onderdeel van een van de Siberische waterwegen, die liep via de Obboezem, de rivieren Taz, Toeroechan, Jenisej en de Beneden-Toengoeska en de Lena naar Jakoetsk. Deze handelsroute hing samen met de pelshandel. De jacht op en de handel in bont vormt nog steeds een belangrijke bestaanswijze voor lokale bewoners.
Het dorp Starotoeroechansk ("Oud-Toeroechansk", vroeger "Nieuw-Mangazeja") ligt aan noordzijde van de Toeroechan, vlak bij de monding. Iets ten zuiden van de monding, aan de andere kant van de Jenisej ligt het dorp ("Nieuw-"Toeroechansk. Beide dorpen zijn ontstaan aan de Siberische waterwegen. Bij het eerstgenoemde dorp werd in de 17e en 18e eeuw een grote jaarmarkt gehouden, die mensen uit heel Rusland trok. Beide dorpen en het omliggende gebied vormden door de eeuwen heen een ballingsoord en beide dorpen raakten in de loop der tijd in verval; het eerste begin 19e eeuw en het tweede na het uiteenvallen van de Sovjet-Unie. Tussen 1948 en 1953 werd ten noorden van Janov Stan gewerkt aan de nooit voltooide Poolcirkelspoorlijn of Stalinspoorweg.